# Rainer Rosenberg (Germanist)
Rainer Rosenberg (* 25. April 1936; † 30. November 2021) war ein deutscher Germanist.

## Leben

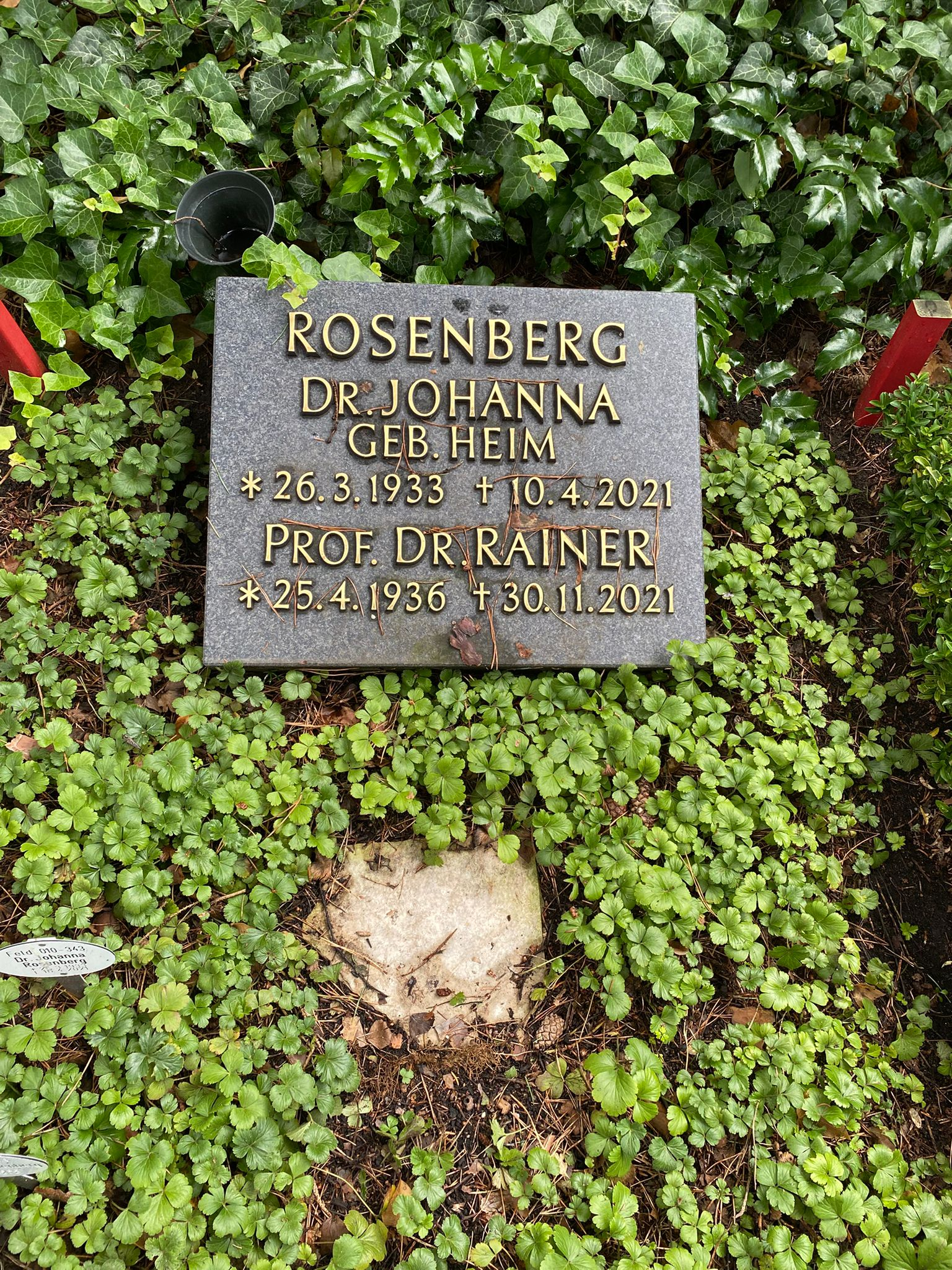
Grabstätte auf dem Waldfriedhof Dahlem

Ab 1953 studierte er an der Universität Jena Germanistik. Er wurde 1959 bei Joachim Müller promoviert. Ab 1965 war er wissenschaftlicher Mitarbeiter an der Akademie der Wissenschaften der DDR. Von 1980 bis 1991 war Rosenberg dort Professor am Zentralinstitut für Literaturgeschichte (ZIL). Von 1991 bis 2001 war er am Forschungsschwerpunkt Literaturforschung, dem späteren Zentrum für Literaturforschung (ZfL) tätig. Seine Arbeitsschwerpunkte waren deutsche Literatur des 19. Jahrhunderts, insb. des Vormärz und Wissenschaftsgeschichte der Literaturwissenschaft.
Seine letzte Ruhestätte fand Rainer Rosenberg auf dem Waldfriedhof Dahlem.

## Herausgeberschaft
Rosenberg war seit 1980 Mitglied des Herausgebergremiums der Zeitschrift für Germanistik. Er blieb weiterhin in diesem Gremium, als die Zeitschrift nach 1991 Verlag und Ausrichtung nach der Wende änderte.

## Schriften (Auswahl)
- Literaturverhältnisse im deutschen Vormärz. Berlin 1975, OCLC 1977107.
- Zehn Kapitel zur Geschichte der Germanistik. Literaturgeschichtsschreibung. Berlin 1981, OCLC 8638701.
- Literaturwissenschaftliche Germanistik. Zur Geschichte ihrer Probleme und Begriffe. Berlin 1989, ISBN 3-05-000877-6.
- Verhandlungen des Literaturbegriffs. Studien zu Geschichte und Theorie der Literaturwissenschaft. Berlin 2003, ISBN 978-3-05-003793-6.
- Innenansichten zur Wissenschaftsgeschichte. Vorläufige Bilanz eines Literaturwissenschaftlers. Frankfurt am Main 2014, ISBN 3-631-64929-0.